# Ammoselinum popei
Ammoselinum popei är en flockblommig växtart som beskrevs av John Torrey och Asa Gray. Enligt Catalogue of Life ingår Ammoselinum popei i släktet Ammoselinum och familjen flockblommiga växter, men enligt Dyntaxa är tillhörigheten istället släktet Ammoselinum och familjen flockblommiga växter. Arten har ej påträffats i Sverige. Inga underarter finns listade i Catalogue of Life.